# Aer Lingus

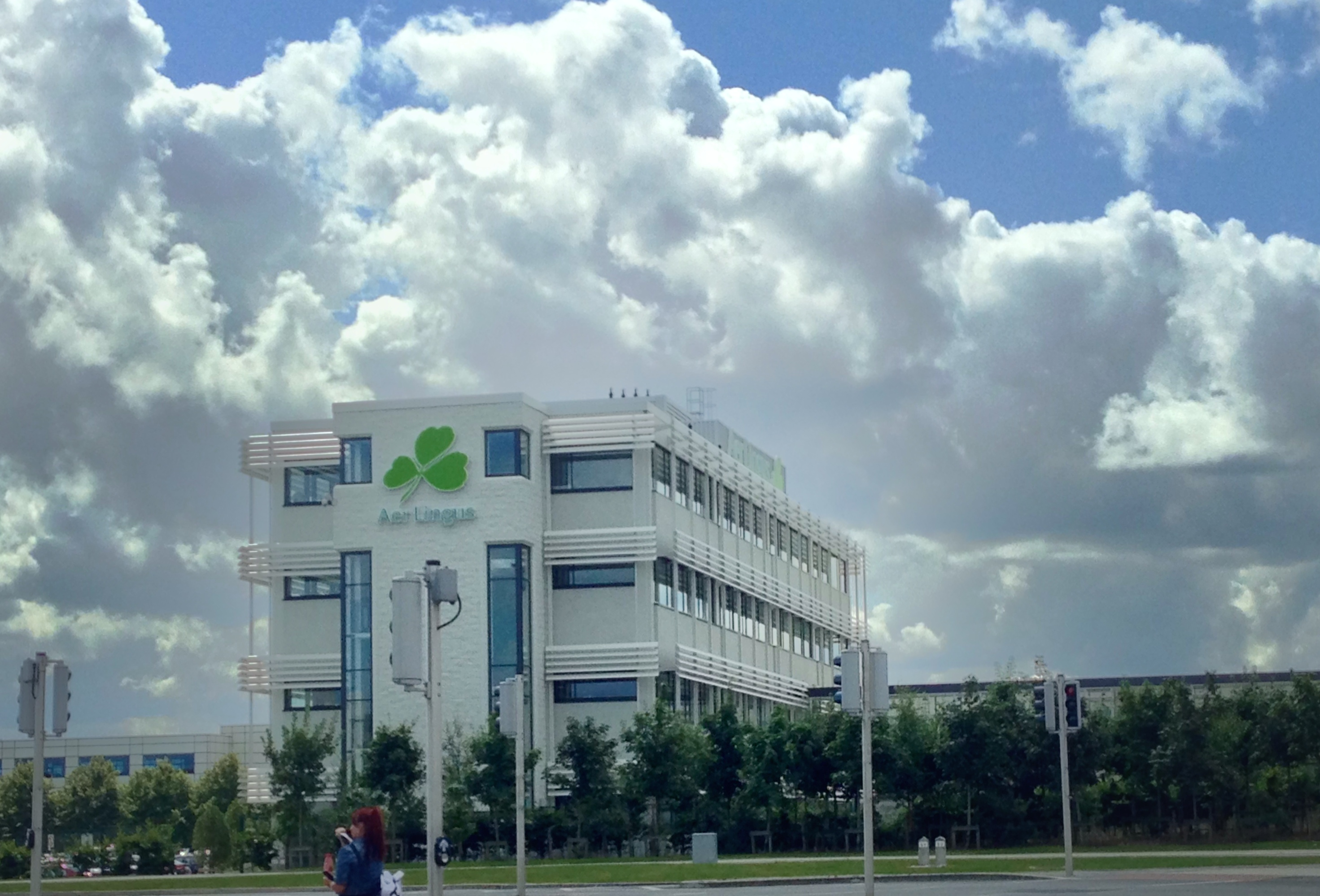
Siedziba główna firmy Aer Lingus

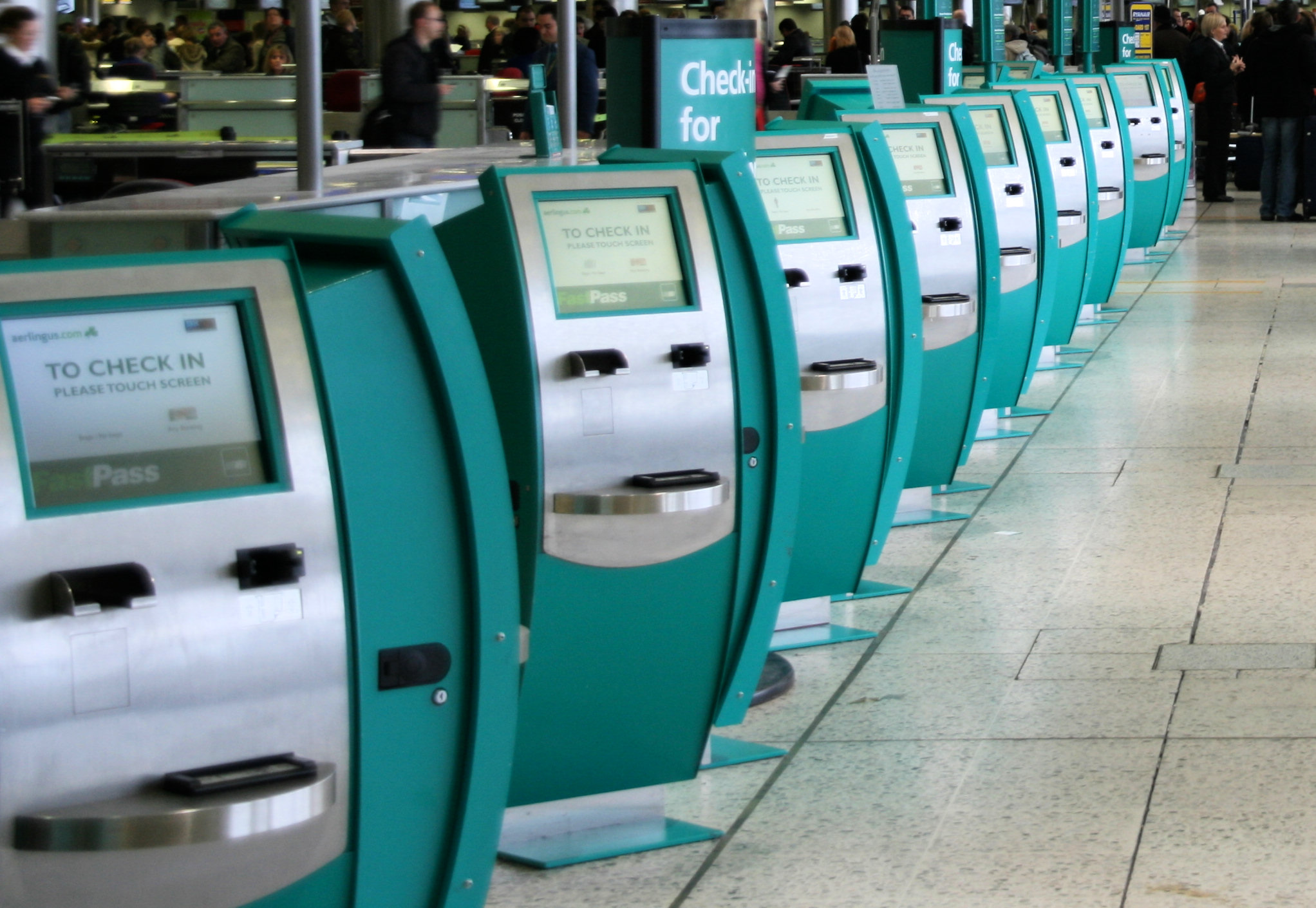
Urządzenia do samodzielnego przeprowadzenia check-in w porcie lotniczym Dublin

Aer Lingus – irlandzkie linie lotnicze, z siedzibą w Dublinie. Nazwa linii jest zangielszczoną wersją irlandzkich słów Aer Loingeas, które oznaczają flotę powietrzną. Jest drugą co do wielkości (po Ryanair) linią lotniczą w Irlandii. Na ogonach maszyn znajduje się shamrock.
Agencja ratingowa Skytrax przyznała liniom Aer Lingus cztery gwiazdki.

## Historia
Firma powstała w 1936. Pierwszym samolotem używanym przez przewoźnika był De Havilland 84 Dragon, nazwany Iolar („orzeł” w języku irlandzkim). W 1945 firma uzyskała prawa na loty do Wielkiej Brytanii. Pierwszy lot transatlantycki Aer Lingus wykonał w 1958, a pierwsze odrzutowce pojawiły się we flocie tego przewoźnika w 1965. W 1970 zakupiono pierwsze Boeingi 747, a w 1994 firma wymieniła flotę na samoloty produkcji Airbusa. W 2007 Aer Lingus wystąpił z sojuszu Oneworld.

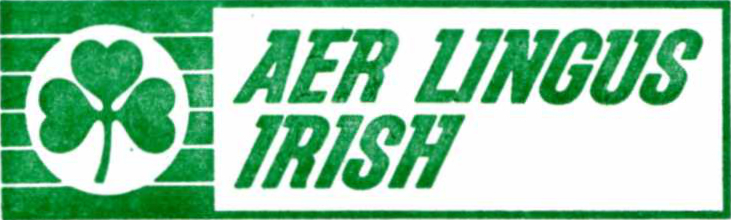
Logo Aer Lingus w latach 1965-1981
Logo Aer Lingus w latach 1981-1996
Logo Aer Lingus w latach 1996-2019
Logo Aer Lingus od 2019 roku

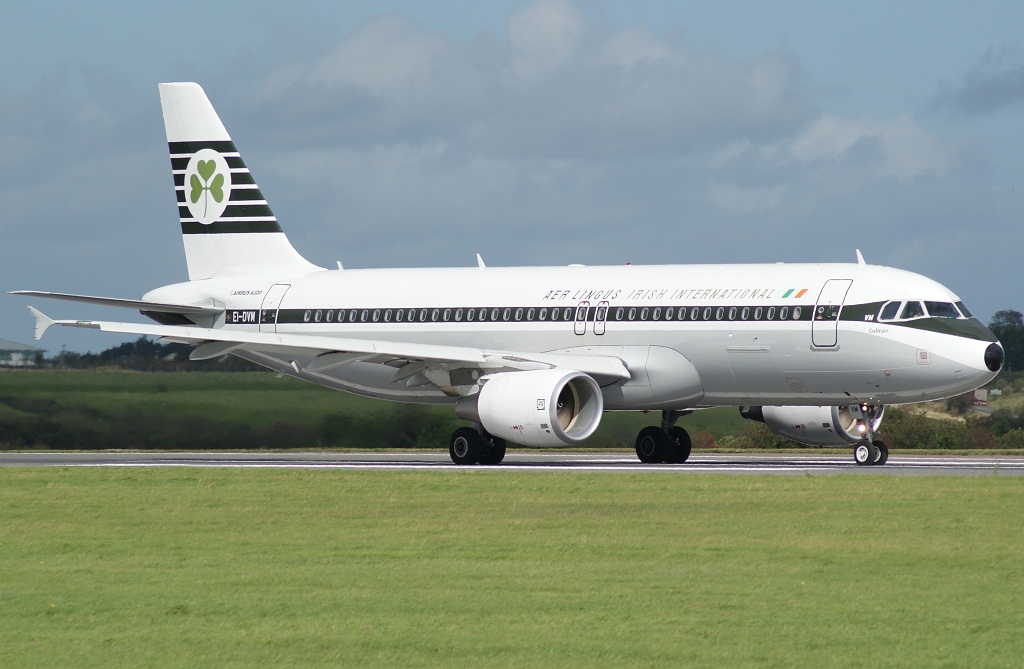
Aer Lingus A320 Retro Jet

## Flota

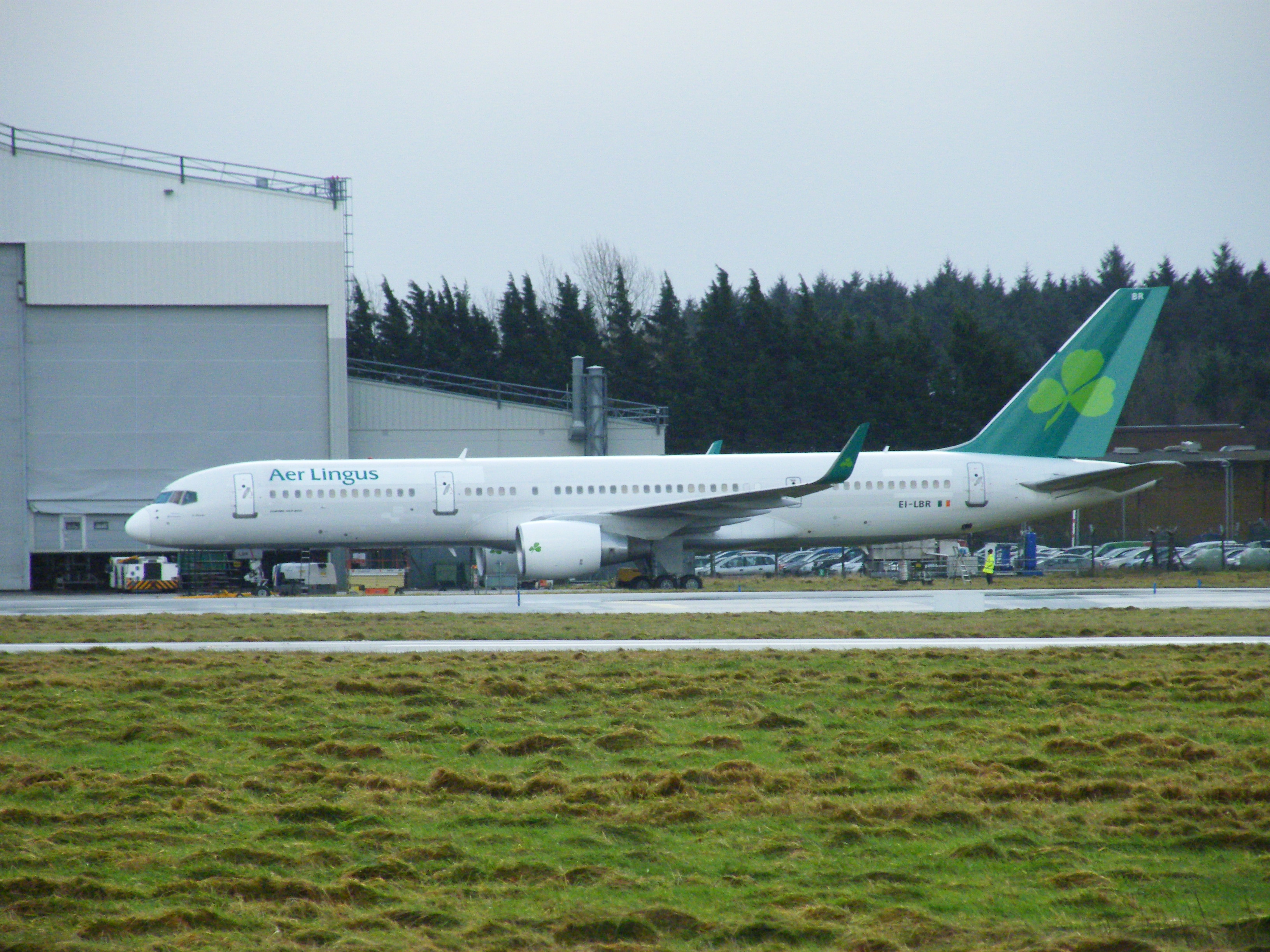
Boeing 757 w poprzednim malowaniu przewoźnika

Według stanu na marzec 2025 flota Aer Lingus składała się z 57 samolotów o średnim wieku 12,6 lat:
| Samolot         | Samolot | Samolot   | Liczba miejsc | Liczba miejsc | Liczba miejsc | Uwagi |
| Model           | Aktywne | Zamówione | B             | E             | Łącznie       | Uwagi |
| --------------- | ------- | --------- | ------------- | ------------- | ------------- | ----- |
| Airbus A320-200 | 27      | -         | -             | 174           | 174           |       |
| Airbus A320neo  | 7       | 1         | -             | 186           | 186           |       |
| Airbus A321neo  | 10      | 4         | 16            | 168           | 184           |       |
| Airbus A330-200 | 1       | -         | 23            | 243           | 266           |       |
| Airbus A330-200 | 1       | -         | 23            | 248           | 271           |       |
| Airbus A330-200 | 1       | -         | 23            | 258           | 281           |       |
| Airbus A330-300 | 10      | -         | 30            | 283           | 313           |       |
| Airbus A330-300 | 10      | -         | 30            | 287           | 317           |       |
| Łącznie         | 57      | 5         |               |               |               |       |

Typy samolotów używanych w historii firmy:
- Airspeed Consul 1948–1950
- Aviation Traders ATL-98 Carvair 1963–1968
- BAC One-Eleven 1965–1990
- BAe 146–300 1995–2006
- Boeing 720 1960–1971
- Boeing 737-200 1969–1992
- Boeing 737-300 1987–1993
- Boeing 737-400 1989–2005
- Boeing 737-500 1990–2005
- Boeing 747-100 1971–1995
- Boeing 767-300ER 1991–1994
- de Havilland DH.84 Dragon 1936–1938
- de Havilland DH.86 Express 1936–1946
- de Havilland DH.89 Dragon Rapide 1938–1940
- Douglas DC-3 1940–1964
- Fokker F27 1958–1966
- Fokker 50 1989–2001
- Lockheed L-749 Constellation 1948
- Lockheed L-1049 Super Constellation 1958–1960
- Lockheed L-14 Super Electra 1939–1940

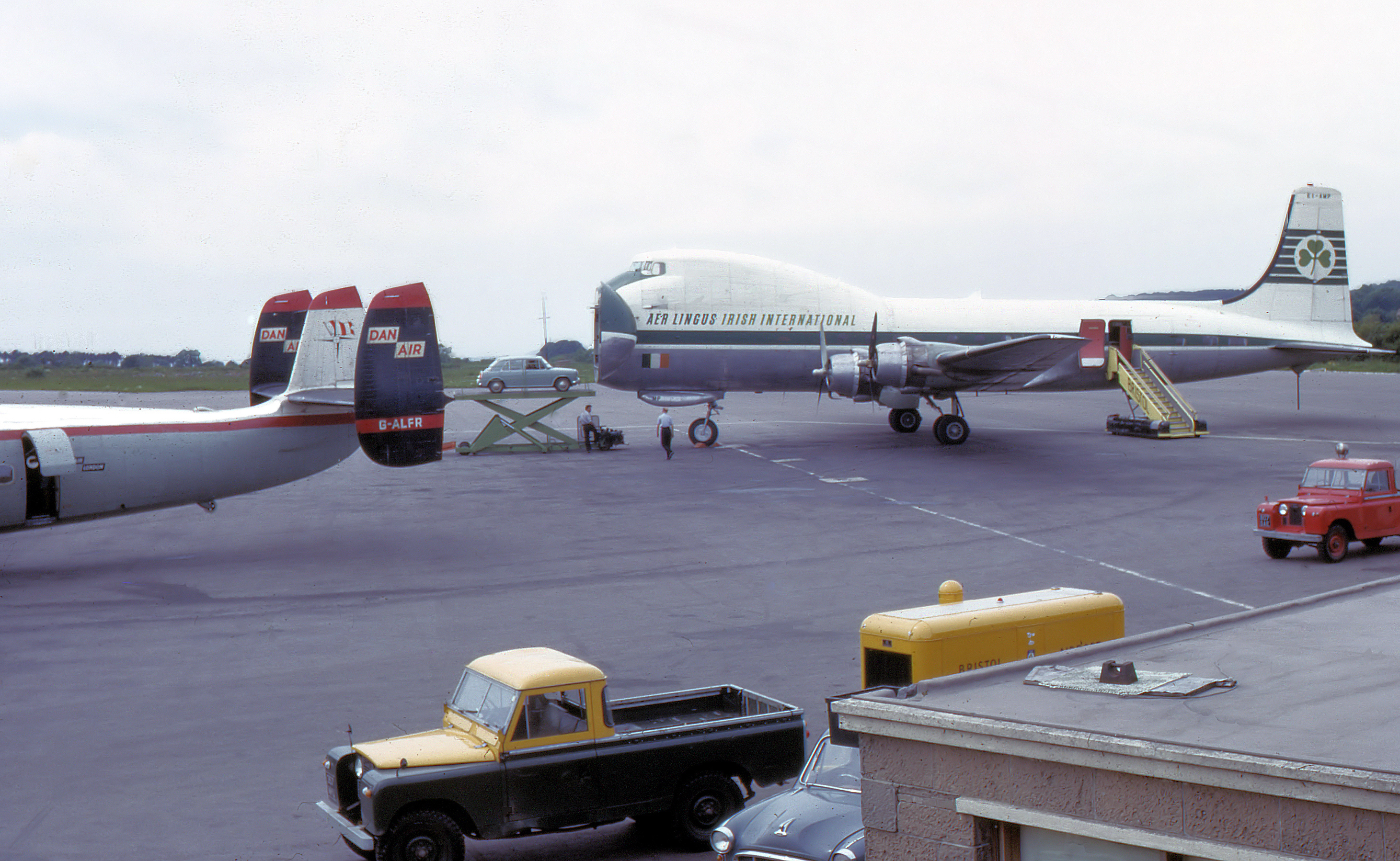
Załadunek samochodu do samolotu Corvair

- Saab 340 1991–1995
- Short 330 1983
- Short 360 1984–1991
- Vickers VC.1 Viking 1947
- Vickers Viscount 700 1954–1960
- Vickers Viscount 800 1957–1973